# Puy-Saint-Martin
Puy-Saint-Martin è un comune francese di 867 abitanti situato nel dipartimento della Drôme della regione dell'Alvernia-Rodano-Alpi.

## Società

### Evoluzione demografica
Abitanti censiti